# Estenosis pilórica
La estenosis pilórica (o estenosis hipertrófica del píloro) es una  enfermedad causada por una lesión obstructiva del píloro, elemento anatómico situado entre el estómago y el duodeno. Afecta a lactantes pequeños entre los 15 días y los 2 meses de edad y no se conocen la causa o causas que la producen.

## Incidencia
La incidencia es de 1 de cada 300-900 nacidos vivos, la relación hombre/mujer es 3:1. Ocurre con más frecuencia en los primogénitos, raza caucásica, grupo sanguíneo 0 o B y niños con antecedentes familiares de estenosis de píloro.

## Síntomas y signos
El conducto pilórico se estrecha debido a una hipertrofia e hiperplasia de la capa muscular que lo rodea, con el paso de los días la inflamación y el edema aumentan hasta completar la obstrucción de la luz intestinal.
- El primer signo son los vómitos no biliosos después de la segunda o tercera semana de edad y raras veces después de los dos meses, progresa poco a poco en frecuencia y fuerza, los vómitos son proyectados en escopeta, normalmente ocurre después de cada alimentación y aunque a veces contiene moco o hilos de sangre (nunca aparece bilis) es una de las características definitorias más importantes, para distinguirlo de obstrucciones más inferiores del intestino. El vómito es de carácter ácido debido al ácido clorhídrico del jugo gástrico, poco a poco se desarrolla una alcalosis metabólica por el déficit de ácidos.
- Estos niños siempre presentan falta de medro, normalmente la desnutrición es más grave que la deshidratación ya que se absorbe agua por parte del estómago.
- La gravedad depende de los desequilibrios iónicos existentes y del nivel de desnutrición.[2]

## Diagnóstico
El diagnóstico se confirma con ecografía.

## Tratamiento
El tratamiento de esta enfermedad es quirúrgico y consiste en realizar un corte en la sección del músculo del píloro (piloromiotomía) en su cara antral. La técnica quirúrgica, llamada piloromiotomía, se describió a principios del siglo XX por Ramstedt, que básicamente, con pocas modificaciones, sigue siendo la más utilizada.

## Complicaciones
Además de las derivadas de la enfermedad no tratada, y del propio acto quirúrgico, cabe señalar que, aunque notablemente infrecuente, se han descrito recurrencias o reestenosis del píloro en las semanas siguientes a la primera cirugía, que, usualmente, precisan de nuevos tratamiento quirúrgicos.